# Església de Sant Jordi de Muller
Església de Sant Jordi de Muller és una església historicista de la Sentiu de Sió (Noguera) inclosa a l'Inventari del Patrimoni Arquitectònic de Catalunya.

## Descripció
Església dedicada a Sant Jordi. Parets de pedra. Els suports són pilastres adossades que es prolonguen a la volta. Els arcs, inclòs el triomfal, són de mig punt. La coberta de la nau central és de volta de canó i la de la capella major absidal. Té una sola nau i quatre trams. El cor és als peus. La portada està situada als peus. La porta és allindada i damunt ella hi ha un arc de mig punt i un timpà amb relleus de Sant Jordi, als costats té una columna amb capitell decorat i a sobre un segon arc amb decoració geomètrica. Més amunt hi ha un ull de bou, i als dos costats arcs cecs. Corona la façana una senzilla espadanya amb una petita campana. La teulada és de doble vessant. Remata l'església una cornisa amb decoració. La part exterior de la capella major està decorada amb arcs cecs.

## Història
L'església de Sant Jordi es troba a la finca de Sant Jordi de Muller, a prop de Balaguer. Aquesta església fou manada construir l'any 1925 per la mestressa de la finca a la mort del seu espòs. Fins fa poc temps, cada diumenge s'hi deia missa, però actualment el mossèn s'ha jubilat i tan sols es realitzen actes religiosos de manera puntual.
El construïda l'any 1925 realitzada i concebuda com una d'època romànica.